# Lionel-Édouard Martin
Pour les articles homonymes, voir Martin.
Lionel-Édouard Martin est un poète et romancier français né à Montmorillon le 10 novembre 1956. Il est aussi traducteur (du latin et de l'allemand). 

## Biographie
Après des études de lettres conclues par une agrégation de lettres modernes, sa carrière le mène à la diplomatie culturelle et à l’enseignement supérieur. Spécialiste de didactique du français langue étrangère, il a effectué de nombreux et longs séjours hors de France (Maroc, Allemagne, Caraïbe…), qui ont nourri son écriture.
Sa poésie interroge, sous l’angle de leurs rapports avec le corps et le langage, les mondes parcourus, les choses vues : thématique qui, sous forme de textes courts, elliptiques, se prolonge et s’amplifie dans son œuvre narrative, fortement empreinte d’éléments biographiques.

## Commentaire
À propos de son style, la critique évoque « une prose faussement classique, en réalité profondément nerveuse, saturée d'ironie froide et d'une sensualité extrêmement terrienne » autant qu'« une mélancolie douce et une incisive justesse qui rendent chacun de ses mots proches et partagés. »

## Œuvres

### Textes narratifs
- Roxane[7], roman (éditions Le Bateau ivre, 2020)
- Tout était devenu trop blanc[8], roman (Le Réalgar-Éditions, 2019)
- Cor[9], roman (publie.net, 2018)
- Icare au labyrinthe[10], roman (éditions du sonneur, 2016)
- Mousseline et ses doubles[11], roman,( éditions du sonneur, 2014)

- Nativité cinquante et quelques[12], roman (Le Vampire Actif, 2013)
- Magma[13], roman (publie.net, 2013 ([republication revue et corrigée : 2017])
- Anaïs ou les Gravières[14], roman (éditions du sonneur, 2012)
- La Vieille au buisson de roses[15], roman (Le Vampire Actif, 2010)
- Le Tremblement[16], récit (Arléa, 2010)
- Vers la Muette[17], roman (Arléa, 2010)
- Jours d'été dans le Sud-Ouest[18], récit (Arléa, 2009)
- Deuil à Chailly[19], récit (Arléa, 2007)
- L’Homme hermétique[20], roman (Arléa, 2007)
- Corps de pierre[21], roman,(Écriture, 2007)
- Jeanlou dans l’arbre[22], récit (L’Harmattan, 2005)
- Chronique des mues, récit (L’Harmattan, 2004)

### Poèmes et textes courts
- Passer sur l'autre rive (Gartempe à Toussaint), 10 sonnets (revue Diérèse, n° 90, juin 2023)
- Rabouilleur, poèmes (revue Décharge, n°199, septembre 2023)
- Posés là, peu mobiles, poèmes (in Les Saisons du poème 1, éditions Tarabuste, 2023)
- Ville au coude d'un fleuve, poèmes (éditions Le Bateau ivre, 2021)
- Le Chant noir des maïs, prose (Le Réalgar-Éditions, 2021)
- D'ici courtes bucoliques (vignettes), poèmes (revue Touroum Bouroum, n° 4, 2020)
- Virée slovaque, poèmes, illustrations de Véronique Lafont ((Le Réalgar-Éditions, 2020)
- Qu’une même île corallienne, poèmes (revue IntranQu’îllités, n° 5, 2020)
- Marchant parmi les marbres, poèmes, illustrations de Bénédicte Dussère (revue Diérèse n° 79, 2020)
- Méditations pyrotechniques, poèmes, illustrations de Véronique Lafont[23] (Voleur de Feu[24], 2019)

- Célébration de la rivière en son étiage, poèmes (La Revue littéraire, n° 72, mars-avril 2018[25])
- Danube en crue, poèmes (revue Europe, n° 1067, mars 2018[26])
- Orphée chante illustré par Bénédicte Dussère[27], poèmes (Ce qui reste, février 2018[28])
- Zones d'arpentage et d'abornement[29], poèmes, illustrations de Marc Bergère[30] (Le Réalgar-Éditions, 2017)
- Pierre brisée, métamorphose, livre d'artistes, poème de Lionel-Édouard Martin, encre de Marc Bergère, tiré en octobre 2017 à 21 exemplaires sur les presses d'Alain Freixe
- Cratyle pour mémoire[31], proses (publie.net, 2017)
- Lettre ouverte à l'homme calcaire[32] (Le Réalgar-Éditions, 2016)
- Faire avec[33], poèmes, illustrations de Nelly Buret[34] (SOC & FOC, 2015)
- Temple, poèmes, illustrations de Marc Bergère (revue Diérèse, n° 61, 2013)
- Avènement des ponts, poèmes (Tarabuste, 2012)
- Brueghel en mes domaines, petites proses sur fond de lieux[35], poèmes (Le Vampire Actif, 2011)
- Litanies des bulles[36], poèmes, illustrations de Marc Bergère[37] (SOC & FOC, 2010)
- Bouts d’air noir, azur sonneur, poème (revue Triages no 21 Tarabuste, 2009)
- Dire migrateur, poèmes (Tarabuste, 2008)
- Miroirs des jardins tropicaux, poèmes (Encres vives, 2008)
- Icare[38], poèmes (La Femelle du requin, 2007)
- Brèches, poèmes (Encres vives, 2005)
- Arrimages, poèmes (Tarabuste, 2005)
- Ulysse au seuil des îles, poèmes (Ibis rouge, 2005) (Prix poésie du Salon du livre insulaire 2005)[39]
- Strophiques, poèmes (Encres vives, 2004)
- Disparue Caraïbe, poèmes (revue Parasites, n° 3, automne 2004)

### Traductions
- Martial. La verve, le verbe. 196 épigrammes choisies et traduites du latin. (éditions Le Bateau ivre, 2021)
- Katherine Mansfield, Poèmes en prose (traduction de l’anglais, revue Diérèse, n° 77)
- Rainer Maria Rilke, Les Sonnets à Orphée / Die Sonette an Orpheus (traduction de l’allemand, publie.net[40], 2019)

- Maria Luise Weissmann : La Fête précoce / Das frühe Fest, traduction (revue Diérèse[41], n° 76, printemps-été 2019)
- Rainer Maria Rilke : Poèmes nouveaux / Neue Gedichte 1ère et 2ème parties, traduction (publie.net, 2018 / 2019)
- 15 poèmes (traduits du latin) de Francesco Franchini (1500-1559) : Huit variations sur le grain de beauté d’Himère ; Deux madrigaux pour Lucie ; Trois madrigaux sur l’attaque de cécité de Livie Colonna ; Deux madrigaux pour Livie Colonna sur une piqûre d’épine (revue Diérèse[41], n° 71, octobre 2017)
- 19 poèmes de Rainer Maria Rilke (extraits des Poèmes nouveaux), traduction de l'allemand (revue Triages, n° 29, juin 2017)[42]
- Aimer, vivre & mourir : Petite anthologie thématique de la poésie d’expression latine (de l’Antiquité aux temps modernes)[43], traductions du latin (éditions Tarabuste, 2016)

### Préfaces, postfaces, parties de livres
- "Dame blanche", in Pour bien lire en soi-même. 22 nuances de Proust (Le Réalgar-Éditions, 2022)
- Moi je suis le cadavre. Roman collectif (Le Réalgar-Éditions, hors commerce, 2020)
- À dos de chat ailé. En mémoire de Cécile Delalandre (éditions Le Bateau ivre, 2020)
- La Bézote, suivi de Reste la forêt[44], de Cécile Delalandre (éditions Le Bateau ivre, 2020)
- Montmorillon, ma ville[45], de Jean Piet (éditions Stellamaris, 2018)
- Voyage ordinaire en Sévétie[46], de Clotilde Escalle (Gwen Catalá éditeur, 2016)
- Entre nature et culture, le vin ![47], de Azélina Jaboulet-Vercherre[48] (Féret[49], 2016)

- Fers[50] de Véronique Gentil (Le Vampire Actif, 2011)